# Aneuretíneos
Aneuretíneos (Aneuretinae) são uma subfamília de formigas que consiste em uma única espécie existente, Aneuretus simoni, e 9 espécies fósseis. Anteriormente, a posição filogenética de Aneuretus simoni era considerada intermediária entre as subfamílias primitivas e avançadas de formigas, mas estudos recentes mostraram que é o parente vivo mais próximo da subfamília Dolichoderinae.

## Gêneros
- Aneuretini Emery, 1913
  - †Aneuretellus Dlussky, 1988
  - Aneuretus Emery, 1893
  - †Mianeuretus Carpenter, 1930
  - †Paraneuretus Wheeler, 1915
  - †Protaneuretus Wheeler, 1915
- †Pityomyrmecini Wheeler, 1915
  - †Pityomyrmex Wheeler, 1915
- incertae sedis
  - †Britaneuretus Dlussky & Perfilieva, 2014
  - †Cananeuretus Engel & Grimaldi, 2005

Burmomyrma foi colocado anteriormente aqui, mas na verdade é uma vespa imitando uma formiga.